# 武隈史子
武隈 史子（たけくま ふみこ、1980年2月23日 - ）は、日本の女優、声優。東京都出身。プランダス所属。

## 略歴
桐朋学園芸術短期大学芸術科演劇専攻卒業。
1990年代から歌やダンスのレッスンを受け、主に舞台で活動している。アニメ『ポケットモンスター サン&ムーン』のマーマネ役にて声優デビュー。以降様々なポケモン関連作品に出演している。
1986年4月から1989年3月まで東京放送児童合唱団に、2001年12月から2006年4月までサンリオピューロランドに、2007年3月から2010年1月までユニバーサル・スタジオ・ジャパンに、2015年2月1日から2016年8月31日までACT JP Entertainmentに、同年9月1日から2019年10月31日までACT JPプロデュースに所属していた。同年11月1日からプランダスに所属。

## 人物
音域は下Cから上B。
趣味は自然散策、絵を描くこと、旅行。特技は歌うこと、Web・キャラクターデザイン。

## 出演
太字はメインキャラクター。

### テレビアニメ
2016年
- ポケットモンスター サン&ムーン（2016年 - 2019年、マーマネ、マケンカニ、ヒドイデ、ガラガラ、アローラペルシアン 他）

2017年
- 鬼平（宿の女、幼少のおまさ、子供、少年B、女）

2018年
- 若おかみは小学生!（中島まや）
- 僕のヒーローアカデミア（2018年 - 2023年、聖愛学院受験者、女性、子供） - 3シリーズ

2019年
- ちはやふる3（富士崎女子部員、女性）

2020年
- ポケットモンスター（2020年 - 2023年、ライチュウ、マーマネ、ガラルポニータ、ヒドイデ、ホゲータ、ジュペッタ） - 2シリーズ
- もっと!まじめにふまじめ かいけつゾロリ（2020年 - 2022年、ヤギラママ、親バリガリ、ポッチ、ママバリガリ、ドドドー鳥、スーリム） - 3シリーズ

2024年
- ポケットモンスター（ワルビアル）
- オーイ!とんぼ（島の女性2、有働八々） - 2シリーズ
- 株式会社マジルミエ（おばさんB）

### 劇場アニメ
- 劇場版ポケットモンスター キミにきめた!（2017年、ディグダ）
- 劇場版ポケットモンスター みんなの物語（2018年、ワニノコ）
- 映画かいけつゾロリ ラララ♪スターたんじょう（2022年、クモ女）

### Webアニメ
- ゲンガーになっちゃった!?（2021年、ゲンガー[8]）
- もっと!まじめにふまじめ かいけつゾロリ ゾロリのへや（2022年、スーリム）
- 放課後のブレス（2023年、アルクジラ）
- PLUTO（2023年、ブランドの子供）

### ゲーム
- 名探偵ピカチュウ（2018年）
- 大乱闘スマッシュブラザーズ SPECIAL（2018年、ライチュウ〈アローラのすがた〉、ナッシー〈アローラのすがた〉）

### 吹き替え

#### 映画
- ラストナイト・イン・ソーホー（2022年、アシュレイ[9]）

#### ドラマ
- 梨泰院クラス（2020年、チョ・ジョンミン〈キム・ヨジン〉[10]）
- ウィンクス・サーガ: 宿命（2021年、テラ〈エリオット・ソルト〉）
- リンカーン 殺人鬼ボーン・コレクターを追え!（2021年、クレア〈ロズリン・ラフ〉[11]）
- ラブアイランドUSA 水着で恋するフィジー編（2021年、マロリー・サンティック[12]）
- ヴィンチェンツォ（2021年、クァク・ヒス[13]）
- イカゲーム（2021年）

#### アニメ
- ザ・スーパーマリオブラザーズ・ムービー（2023年）

### 舞台
2012年
- TrueTrueTrue
- 半神

2013年
- トラブルショー
- 武演舞奏 -3rd-
- マスケラ

2014年
- から騒ぎ
- 桜×心中
- ファンタジア・オブ・ザ・マーメイド
- マリオネット

2015年
- CHRIST 〜クライスト〜
- ブレインストーム

### CM
- 奈良医師会 インフルエンザ予防CM（母親役）
- 日本直販 「紀州南高梅」、「衿ぐり中綿入り毛布」、「コンパクト電動ウォーカー」

### イベント
- 琵琶湖汽船船内ショー
- ユニバーサルスタジオジャパン 期間限定アトラクション ATARU IN UNIVERSAL STUDIOS JAPAN ANOTHER MISSION〜マドカからの挑戦状〜

### シリーズ一覧
1. ↑  第3期（2018年）、第5期（2021年）、第6期（2023年）
2. ↑  『ポケットモンスター』（2020年 - 2022年）、『めざせポケモンマスター』（2023年）
3. ↑  第1シリーズ（2020年）、第2シリーズ（2021年）、第3シリーズ（2022年）
4. ↑  第1期（2024年）、第2期（2024年）